# Xerez CD
Xerez Club Deportivo är en spansk fotbollsklubb från Jerez de la Frontera. Klubben grundades 1947. Hemmamatcherna spelas på Estadio Municipal de Chapin. Xerez spelade i La Liga säsongen 2009/2010. De kom på plats 20 (sista plats) med 34 poäng, efter CD Tenerife och Real Valladolid med 36 poäng. Klubben blev nedflyttad och har sedan dess spelat i lägre divisioner. Xerez CD har blå tröjor och vita shorts.